# Leandra
Leandra là chi thực vật có hoa trong họ Mua.